# تروفيج أوماغ 2021
تروفيج أوماغ 2021 هو سباق دراجات هوائية، وهو الموسم رقم 9 من تروفيج أوماغ، وأقيم في 3 مارس 2021، وامتدّ لمسافة 154 كيلومتر ضمن سباقات طواف أوروبا للدراجات 2021.
فاز بالمركز الأول ياكوب ماريكزكو، وبالمركز الثاني فيليبو فورتين، وبالمركز الثالث Tomáš Bárta ‏.

## التصنيف العام النهائي
| التصنيف العام         | التصنيف العام          | التصنيف العام | التصنيف العام               | التصنيف العام |
| العداء                | العداء                 | البلد         | الفريق                      | الوقت         |
| --------------------- | ---------------------- | ------------- | --------------------------- | ------------- |
| 1                     | ياكوب ماريكزكو         | إيطاليا       | ويلير تريستينا-سيل إيطاليا ‏ | 3 س 33 د 17 ث |
| 2                     | فيليبو فورتين          | إيطاليا       | فريق فورارلبرغ ‏             | + 0 ث         |
| 3                     | Tomáš Bárta ‏           | التشيك        | توبفوركس لابيير ‏            | + 0 ث         |
| 4                     | آلان باناسيك           | بولندا        | Mazowsze Serce Polski ‏      | + 0 ث         |
| 5                     | نيكولاس غوميز خاراميو ‏ | كولومبيا      | كولباك ‏                     | + 0 ث         |
| 6                     | Federico Burchio ‏      | إيطاليا       | Sam–Vitalcare–Dynatek ‏      | + 0 ث         |
| 7                     | Michel Aschenbrenner ‏  | ألمانيا       | بي آند إس بينوتي ‏           | + 0 ث         |
| 8                     | Michele Gazzoli ‏       | إيطاليا       | كولباك ‏                     | + 0 ث         |
| 9                     | Francesco della Lunga ‏ | إيطاليا       | كولباك ‏                     | + 0 ث         |
| 10                    | Robbe Ceurens ‏         | بلجيكا        | Novo Nordisk Development ‏   | + 0 ث         |
| مصدر: ProCyclingStats |                        |               |                             |               |

## وصلات خارجية
- لمحة عن سباق تروفيج أوماغ 2021 على موقع  ProCyclingStats   (برو  سايكلنج  ستاتس) - إحصاءات  محترفي  الدراجات.
- تروفيج أوماغ 2021 على موقع إحصائيات الدراجات الإحترافية (الإنجليزية)